# Hyyvikäs
Hyyvikäs är en sjö i kommunen Villmanstrand i landskapet Södra Karelen i Finland. Arean är 35 hektar och strandlinjen är 3,41 kilometer lång. Sjön  ingår i Hounijokis huvudavrinningsområde.   Den ligger nära Villmanstrand och omkring 200 kilometer nordöst om Helsingfors. 